# Чемпіонат світу з хокею із шайбою 2014
Чемпіонат світу з хокею із шайбою 2014 — 78-й чемпіонат світу з хокею із шайбою ІІХФ, який відбувся в Білорусі з 9 по 25 травня 2014 року. Матчі проходили в Мінську на льоду «Мінськ-Арени» і «Чижівка-Арени».

## Арени
| Білорусь                       | Білорусь                       |
| Мінськ                         | Мінськ                         |
| ------------------------------ | ------------------------------ |
| Мінськ-Арена Місткість: 15 086 | Чижівка-Арена Місткість: 9 614 |
|                                |                                |

## Посів і групи

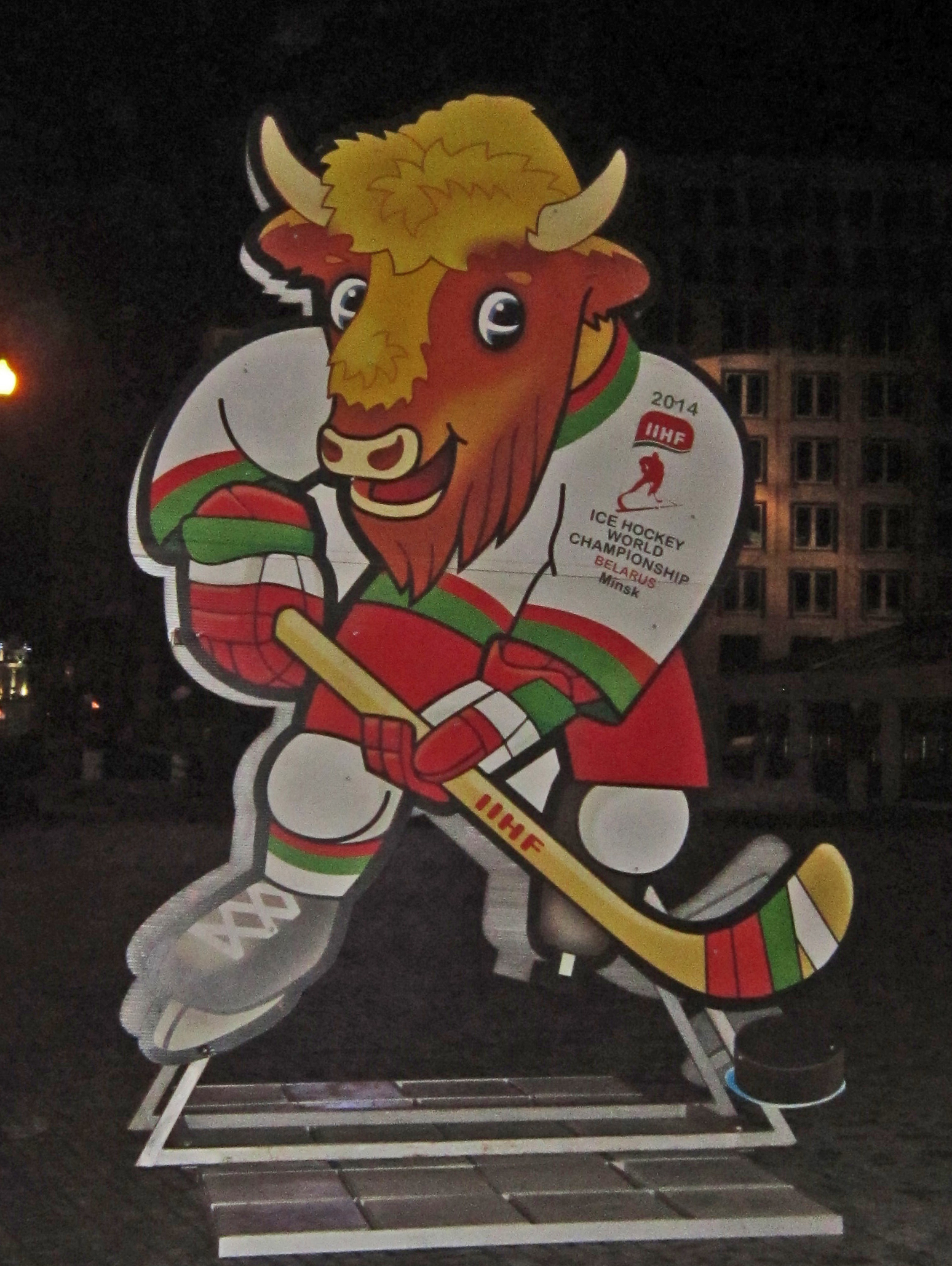
Зубр Волат — талісман чемпіонату.

Посів команд у попередньому раунді визначався за результатами Світового рейтингу ІІХФ. Команди були розподілені по групах згідно з посівом (у дужках відповідна позиція у світовому рейтингу):
| Група A | Група B |
| --- | --- |
| Група А - Швеція (1) - Чехія (4) - Канада (5) - Словаччина (8) - Норвегія (9) - Данія (12) - Франція (13) - Італія (18) | Група В - Фінляндія (2) - Росія (3) - США (6) - Швейцарія (7) - Німеччина (10) - Латвія (11) - Білорусь (14) - Казахстан (16) |

## Судді
ІІХФ обрала 16 головних суддів, і 16 лінійних, для забезпечення судійства на чемпіонаті світу 2014. Список суддей наступний:
| Головні судді - Ларс Брюггеман - В'ячеслав Буланов - Маркус Віннерборг - Роман Гофман - Ігор Дремель - Антонін Єрабек (Єржабек) - Кейт Кавал - Мікаель Нурд | Головні судді - Костянтин Оленін - Даніель Піхачек - Стів Петефі - Алексі Рантала - Юрі Петтері Ронн - Максим Сидоренко - Мартін Франьо - Владімір Шиндлер | Лінійні судді - Мірослав Валах - Джімі Дамен - П'єр Деан - Іван Дедюля - Кріс Карлсон - Пол Карнатан - Ян Кіліан - Віт Ледерер | Лінійні судді - Юп Лермакерс - Масі Пуолакка - Станіслав Рамінг - Антон Семенов - Сакарі Суомінен - Джессі Уїлмот - Нікола Флурі - Андре Шрадер |

## Попередній раунд
|  | Команда переходить у раунд плей-оф                                      |
|  | Команда не проходить у плей-оф, але буде грати на Чемпіонаті світу 2015 |
|  | Команда припиняє подальшу участь (вилітає до дивізіону I)               |

### Група А
| Команда    | І | В | ВО | ПО | П | Ш     | Очк |
| ---------- | - | - | -- | -- | - | ----- | --- |
| Канада     | 7 | 5 | 1  | 1  | 0 | 28:13 | 18  |
| Швеція     | 7 | 5 | 1  | 1  | 0 | 21:10 | 18  |
| Чехія      | 7 | 2 | 2  | 2  | 1 | 20:18 | 12  |
| Франція    | 7 | 2 | 2  | 1  | 2 | 25:20 | 11  |
| Словаччина | 7 | 3 | 0  | 1  | 3 | 20:21 | 10  |
| Норвегія   | 7 | 2 | 0  | 1  | 4 | 16:19 | 7   |
| Данія      | 7 | 1 | 1  | 0  | 5 | 17:27 | 5   |
| Італія     | 7 | 1 | 0  | 0  | 6 | 6:25  | 3   |

- Час початку матчів місцевий (UTC+3)

#### 1-й тур
| 9 травня 2014 16:45 | Франція | 3 : 2 Б (1:1, 0:0, 1:1, 0:0, 1:0) | Канада | Чижівка-Арена, Мінськ Глядачів: 6780 |

| Протокол                                                                             | Протокол            | Протокол                                            | Протокол      | Протокол                        |
| ------------------------------------------------------------------------------------ | ------------------- | --------------------------------------------------- | ------------- | ------------------------------- |
|                                                                                      | Крістобаль Юе       | Голкіпери                                           | Джеймс Реймер | Арбітри: Кейт Кавал Стів Петефі |
| С. Да Коста (Овітю, Бельмар) 17:03 С. Да Коста (Руссель, Флері) 52:35 Бельмар (бул.) | 1:0 1:1 1:2 2:2 3:2 | 19:44 Шенн (Гаррісон) 50:42 Гудбрансон (Мак-Кіннон) |               | Арбітри: Кейт Кавал Стів Петефі |
| 8 хв.                                                                                | Вилучення           | 12 хв.                                              |               | Арбітри: Кейт Кавал Стів Петефі |
| 29                                                                                   | Кидки               | 36                                                  |               | Арбітри: Кейт Кавал Стів Петефі |

| 9 травня 2014 20:45 | Чехія | 3 : 2 ОТ (1:0, 0:2, 1:0, 1:0) | Словаччина | Чижівка-Арена, Мінськ Глядачів: 6920 |

| Протокол                                                                               | Протокол            | Протокол                                               | Протокол | Протокол                                   |
| -------------------------------------------------------------------------------------- | ------------------- | ------------------------------------------------------ | -------- | ------------------------------------------ |
|                                                                                        | Александр Салак     | Голкіпери                                              | Ян Лацо  | Арбітри: В'ячеслав Буланов Даніель Піхачек |
| Немець (Червенка, Гудлер) 06:24 Ягр (Немець, Гертл) 57:33 Клепіш (Віташек, Шевц) 61:50 | 1:0 1:1 1:2 2:2 3:2 | 25:17 Міклик (Татар) 35:45 В'єденський (Реваї, Міклик) |          | Арбітри: В'ячеслав Буланов Даніель Піхачек |
| 10 хв.                                                                                 | Вилучення           | 10 хв.                                                 |          | Арбітри: В'ячеслав Буланов Даніель Піхачек |
| 33                                                                                     | Кидки               | 16                                                     |          | Арбітри: В'ячеслав Буланов Даніель Піхачек |

| 10 травня 2014 12:45 | Норвегія | 3 : 0 (1:0, 1:0, 1:0) | Італія | Чижівка-Арена, Мінськ Глядачів: 7590 |

| Протокол                                                                   | Протокол    | Протокол  | Протокол          | Протокол                                 |
| -------------------------------------------------------------------------- | ----------- | --------- | ----------------- | ---------------------------------------- |
|                                                                            | Ларс Хауген | Голкіпери | Деніел Белліссімо | Арбітри: Мартін Франьо Маркус Віннерборг |
| Рест (Стене) 05:42 Аск (Ульден, Скредер) 31:19 Бастіансен (М. Олімб) 53:29 | 1:0 2:0 3:0 |           |                   | Арбітри: Мартін Франьо Маркус Віннерборг |
| 4 хв.                                                                      | Вилучення   | 6 хв.     |                   | Арбітри: Мартін Франьо Маркус Віннерборг |
| 15                                                                         | Кидки       | 27        |                   | Арбітри: Мартін Франьо Маркус Віннерборг |

| 10 травня 2014 16:45 | Данія | 0 : 3 (0:2, 0:0, 0:1) | Швеція | Чижівка-Арена, Мінськ Глядачів: 4900 |

| Протокол | Протокол         | Протокол                                                                 | Протокол        | Протокол                                  |
| -------- | ---------------- | ------------------------------------------------------------------------ | --------------- | ----------------------------------------- |
|          | Патрік Гальбрайт | Голкіпери                                                                | Андерс Нільссон | Арбітри: Даніель Піхачек Максим Сидоренко |
|          |                  | 11:41 Баклунд (Екгольм) 19:23 Баклунд (Еріксон, Ліндстрем) 48:13 Нюквіст |                 | Арбітри: Даніель Піхачек Максим Сидоренко |
| 6 хв.    | Вилучення        | 6 хв.                                                                    |                 | Арбітри: Даніель Піхачек Максим Сидоренко |
| 21       | Кидки            | 34                                                                       |                 | Арбітри: Даніель Піхачек Максим Сидоренко |

#### 2-й тур
| 10 травня 2014 20:45 | Канада | 4 : 1 (0:0, 1:1, 3:0) | Словаччина | «Чижівка-Арена», Мінськ Глядачів: 6200 |

| Протокол                                                                                         | Протокол            | Протокол                      | Протокол | Протокол                               |
| ------------------------------------------------------------------------------------------------ | ------------------- | ----------------------------- | -------- | -------------------------------------- |
|                                                                                                  | Бен Скрівенс        | Голкіпери                     | Ян Лацо  | Арбітри: Мікаель Нурд Костянтин Оленін |
| Ворд (Гаррісон) 37:21 Годжсон (Гаррісон, Кадрі) 47:07 Бієкса (Турріс) 57:56 Ворд (Барроуз) 58:49 | 0:1 1:1 2:1 3:1 4:1 | 32:24 Шатан (Слобода, Міклик) |          | Арбітри: Мікаель Нурд Костянтин Оленін |
| 8 хв.                                                                                            | Вилучення           | 10 хв.                        |          | Арбітри: Мікаель Нурд Костянтин Оленін |
| 23                                                                                               | Кидки               | 24                            |          | Арбітри: Мікаель Нурд Костянтин Оленін |

| 11 травня 2014 12:45 | Франція | 1 : 2 (0:0, 1:1, 0:1) | Італія | «Чижівка-Арена», Мінськ Глядачів: 4600 |

| Протокол              | Протокол      | Протокол                                                            | Протокол          | Протокол                                    |
| --------------------- | ------------- | ------------------------------------------------------------------- | ----------------- | ------------------------------------------- |
|                       | Крістобаль Юе | Голкіпери                                                           | Деніел Белліссімо | Арбітри: В'ячеслав Буланов Максим Сидоренко |
| Меньє (Дерозьє) 30:57 | 1:0 1:1 1:2   | 32:53 Сканделла (Джонсон, ді Касмірро) 59:02 Гандер (Тудін, Ларкін) |                   | Арбітри: В'ячеслав Буланов Максим Сидоренко |
| 8 хв.                 | Вилучення     | 14 хв.                                                              |                   | Арбітри: В'ячеслав Буланов Максим Сидоренко |
| 29                    | Кидки         | 17                                                                  |                   | Арбітри: В'ячеслав Буланов Максим Сидоренко |

| 11 травня 2014 16:45 | Норвегія | 4 : 3 (1:2, 2:0, 1:1) | Данія | «Чижівка-Арена», Мінськ Глядачів: 4837 |

| Протокол                                                                                        | Протокол                    | Протокол                                                                          | Протокол      | Протокол                            |
| ----------------------------------------------------------------------------------------------- | --------------------------- | --------------------------------------------------------------------------------- | ------------- | ----------------------------------- |
|                                                                                                 | Ларс Хауген                 | Голкіпери                                                                         | Сімон Нільсен | Арбітри: Ігор Дремель Алекс Рантала |
| Голес (М. Олімб) 06:30 К. Олімб (Аск) 22:39 Пер-Оге Скредер 31:29 Трюгг (М. Олімб, Голес) 52:15 | 0:1 0:2 1:2 2:2 3:2 4:2 4:3 | 02:35 Поульсен (Греен) 02:55 Сторм (Бйоркстранн, Крістенсен) 56:27 Хансен (Єнсен) |               | Арбітри: Ігор Дремель Алекс Рантала |
| 20 хв.                                                                                          | Вилучення                   | 14 хв.                                                                            |               | Арбітри: Ігор Дремель Алекс Рантала |
| 27                                                                                              | Кидки                       | 18                                                                                |               | Арбітри: Ігор Дремель Алекс Рантала |

| 11 травня 2014 20:45 | Швеція | 4 : 3 Б (1:2, 1:1, 1:0, 0:0, 1:0) | Чехія | «Чижівка-Арена», Мінськ Глядачів: 6018 |

| Протокол | Протокол                    | Протокол                                                                                 | Протокол        | Протокол                               |
| --- | --------------------------- | ---------------------------------------------------------------------------------------- | --------------- | -------------------------------------- |
| | Андерс Нільссон             | Голкіпери                                                                                | Александр Салак | Арбітри: Роман Гофман Костянтин Оленін |
| Меллер (Баклунд) 11:26 Меллер (Ерікссон, Ліндстрем) 36:02 Ліндстрем (Нігрен, Меллер) 48:40 Ліндстрем (бул.) | 0:1 1:1 1:2 1:3 2:3 3:3 4:3 | 00:08 Гертл (Немець, Ролінек) 19:35 Гудлер (Шевц, Коварж) 31:53 Затьович (Гертл, Немець) |                 | Арбітри: Роман Гофман Костянтин Оленін |
| 12 хв. | Вилучення                   | 10 хв.                                                                                   |                 | Арбітри: Роман Гофман Костянтин Оленін |
| 25 | Кидки                       | 33                                                                                       |                 | Арбітри: Роман Гофман Костянтин Оленін |

#### 3-й тур
| 12 травня 2014 16:45 | Словаччина | 3 : 5 (1:0, 2:1, 0:4) | Франція | «Чижівка-Арена», Мінськ Глядачів: 5358 |

| Протокол                                                            | Протокол                        | Протокол | Протокол      | Протокол                        |
| ------------------------------------------------------------------- | ------------------------------- | --- | ------------- | ------------------------------- |
|                                                                     | Ян Лацо                         | Голкіпери | Крістобаль Юе | Арбітри: Кейт Кавал Стів Петефі |
| Надь (Слобода) 15:36 Надь (Шатан) 23:31 Шатан (Валах, Міклик) 36:11 | 1:0 2:0 2:1 3:1 3:2 3:3 3:4 3:5 | 26:23 Амар (Дерозьє, Т. Да Коста) 50:30 Амар (Гуттіг) 50:36 Руссель (Беш) 56:19 Флері (Т. Да Коста, Гуттіг) 59:32 Руссель |               | Арбітри: Кейт Кавал Стів Петефі |
| 14 хв.                                                              | Вилучення                       | 10 хв. |               | Арбітри: Кейт Кавал Стів Петефі |
| 21                                                                  | Кидки                           | 26 |               | Арбітри: Кейт Кавал Стів Петефі |

| 12 травня 2014 20:45 | Чехія | 3 : 4 (1:1, 0:3, 2:0) | Канада | «Чижівка-Арена», Мінськ Глядачів: 6317 |

| Протокол                                                                   | Протокол                    | Протокол | Протокол      | Протокол                                  |
| -------------------------------------------------------------------------- | --------------------------- | --- | ------------- | ----------------------------------------- |
|                                                                            | Якуб Коварж                 | Голкіпери | Джеймс Реймер | Арбітри: Ларс Брюггеман В'ячеслав Буланов |
| Червенка (Соботка, Клепіш) 05:15 Новотний (Гудлер) 52:11 Гертл (Ягр) 53:00 | 1:0 1:1 1:2 1:3 1:4 2:4 3:4 | 09:56 Ворд (Монаген, Юбердо) 23:22 Турріс (Рід, Химера) 36:07 Мак-Кіннон (Ворд, Елліс) 36:24 Райллі (Бієкса) |               | Арбітри: Ларс Брюггеман В'ячеслав Буланов |
| 37 хв.                                                                     | Вилучення                   | 6 хв. |               | Арбітри: Ларс Брюггеман В'ячеслав Буланов |
| 34                                                                         | Кидки                       | 20 |               | Арбітри: Ларс Брюггеман В'ячеслав Буланов |

| 13 травня 2014 16:45 | Італія | 1 : 4 (1:1, 0:2, 0:1) | Данія | «Чижівка-Арена», Мінськ Глядачів: 5092 |

| Протокол                  | Протокол            | Протокол | Протокол      | Протокол                                       |
| ------------------------- | ------------------- | --- | ------------- | ---------------------------------------------- |
|                           | Деніел Белліссімо   | Голкіпери | Сімон Нільсен | Арбітри: Антонін Єрабек (Єржабек) Мікаель Нурд |
| 12:15 Костнер (Сканделла) | 0:1 1:1 1:2 1:3 1:4 | 02:51 Єнсен (Бьоркстранд, Сторм) 35:50 Хансен 36:19 Крістенсен (Якобсен, Бедкер) 57:34 Стаал (Бедкер, Ларсен) |               | Арбітри: Антонін Єрабек (Єржабек) Мікаель Нурд |
| 8 хв.                     | Вилучення           | 8 хв. |               | Арбітри: Антонін Єрабек (Єржабек) Мікаель Нурд |
| 13                        | Кидки               | 31 |               | Арбітри: Антонін Єрабек (Єржабек) Мікаель Нурд |

| 13 травня 2014 20:45 | Норвегія | 1 : 2 (0:0, 1:1, 0:1) | Швеція | «Чижівка-Арена», Мінськ Глядачів: 6389 |

| Протокол              | Протокол       | Протокол                                                             | Протокол        | Протокол                                   |
| --------------------- | -------------- | -------------------------------------------------------------------- | --------------- | ------------------------------------------ |
|                       | Стеффен Себерг | Голкіпери                                                            | Андерс Нільссон | Арбітри: Юрі Петтері Ронн Максим Сидоренко |
| Олден (Скредер) 22:47 | 1:0 1:1 1:2    | 36:33 Ліндстрем (Нігрен, Моллер) 47:18 Класен (Нюквіст, Т. Ерікссон) |                 | Арбітри: Юрі Петтері Ронн Максим Сидоренко |
| 14 хв.                | Вилучення      | 12 хв.                                                               |                 | Арбітри: Юрі Петтері Ронн Максим Сидоренко |
| 14                    | Кидки          | 35                                                                   |                 | Арбітри: Юрі Петтері Ронн Максим Сидоренко |

#### 4-й тур
| 14 травня 2014 16:45 | Чехія | 2 : 0 (0:0, 1:0, 1:0) | Італія | «Чижівка-Арена», Мінськ Глядачів: 4160 |

| Протокол                                          | Протокол        | Протокол  | Протокол          | Протокол                                    |
| ------------------------------------------------- | --------------- | --------- | ----------------- | ------------------------------------------- |
|                                                   | Александр Салак | Голкіпери | Деніел Белліссімо | Арбітри: Максим Сидоренко Маркус Віннерборг |
| Секач (Гудлер, Немець) 22:53 Ягр (Червенка) 55:34 | 1:0 2:0         |           |                   | Арбітри: Максим Сидоренко Маркус Віннерборг |
| 4 хв.                                             | Вилучення       | 10 хв.    |                   | Арбітри: Максим Сидоренко Маркус Віннерборг |
| 37                                                | Кидки           | 11        |                   | Арбітри: Максим Сидоренко Маркус Віннерборг |

| 14 травня 2014 20:45 | Словаччина | 5 : 2 (2:2, 1:0, 2:0) | Норвегія | «Чижівка-Арена», Мінськ Глядачів: 5881 |

| Протокол | Протокол                    | Протокол                                                  | Протокол    | Протокол                             |
| --- | --------------------------- | --------------------------------------------------------- | ----------- | ------------------------------------ |
| | Ян Лацо                     | Голкіпери                                                 | Ларс Хауген | Арбітри: Ларс Брюггеман Роман Гофман |
| Татар (Мікуш, Міклик) 01:06 Мікуш (Міклик, Дялога) 09:17 Надь (Марінчин) 39:42 Надь (Дялога, Лацо) 47:47 Міклик (Татар) 48:33 | 1:0 1:1 2:1 2:2 3:2 4:2 5:2 | 05:39 Бонсаксен (Стене) 11:07 Аск (К. А. Олімб, М. Олімб) |             | Арбітри: Ларс Брюггеман Роман Гофман |
| 8 хв. | Вилучення                   | 8 хв.                                                     |             | Арбітри: Ларс Брюггеман Роман Гофман |
| 33 | Кидки                       | 20                                                        |             | Арбітри: Ларс Брюггеман Роман Гофман |

| 15 травня 2014 16:45 | Канада | 6 : 1 (1:1, 1:0, 4:0) | Данія | «Чижівка-Арена», Мінськ Глядачів: 7085 |

| Протокол | Протокол                    | Протокол                    | Протокол         | Протокол                               |
| --- | --------------------------- | --------------------------- | ---------------- | -------------------------------------- |
| | Бен Скрівенс                | Голкіпери                   | Патрік Гальбрайт | Арбітри: Ігор Дремель Владімір Шиндлер |
| Годжсон (Кадрі, Елліс) 05:24 Годжсон 25:03 Рід (Турріс, Химера) 41:15 Рід (Турріс, Майєрс) 43:08 Юбердо (Райллі, Елліс) 48:35 Годжсон (Гаррісон, Кадрі) 50:24 | 1:0 1:1 2:1 3:1 4:1 5:1 6:1 | 09:06 Єнсен (Мадсен, Стаал) |                  | Арбітри: Ігор Дремель Владімір Шиндлер |
| 8 хв. | Вилучення                   | 8 хв.                       |                  | Арбітри: Ігор Дремель Владімір Шиндлер |
| 46 | Кидки                       | 30                          |                  | Арбітри: Ігор Дремель Владімір Шиндлер |

| 15 травня 2014 20:45 | Швеція | 2 : 1 (0:0, 2:0, 0:1) | Франція | «Чижівка-Арена», Мінськ Глядачів: 7045 |

| Протокол                                                               | Протокол        | Протокол          | Протокол     | Протокол                                        |
| ---------------------------------------------------------------------- | --------------- | ----------------- | ------------ | ----------------------------------------------- |
|                                                                        | Андерс Нільссон | Голкіпери         | Фабріс Ланрі | Арбітри: Антонін Єрабек (Єржабек) Алекс Рантала |
| Лундквіст (Расмуссен, Класен) 35:32 Моллер (Андерсен, Ліндстрем) 35:49 | 1:0 2:0 2:1     | 44:52 С. Да Коста |              | Арбітри: Антонін Єрабек (Єржабек) Алекс Рантала |
| 8 хв.                                                                  | Вилучення       | 20 хв.            |              | Арбітри: Антонін Єрабек (Єржабек) Алекс Рантала |
| 34                                                                     | Кидки           | 18                |              | Арбітри: Антонін Єрабек (Єржабек) Алекс Рантала |

#### 5-й тур
| 16 травня 2014 16:45 | Канада | 6 : 1 (1:0, 4:0, 1:1) | Італія | Чижівка-Арена, Мінськ Глядачів: 5772 |

| Протокол | Протокол                    | Протокол                            | Протокол          | Протокол                              |
| --- | --------------------------- | ----------------------------------- | ----------------- | ------------------------------------- |
| | Джеймс Реймер               | Голкіпери                           | Деніел Белліссімо | Арбітри: Роман Гофман Даніель Піхачек |
| Ворд 13:07 Годжсон 21:39 Химера (Ворд, Марк Шейфеле) 26:02 Турріс (Рід) 29:19 Годжсон (Шенн, Мак-Кіннон) 36:15 Шенн (Юбердо, Мак-Кіннон) 56:30 | 1:0 2:0 3:0 4:0 5:0 5:1 6:1 | 41:12 Борреллі (Сканделла, Джонсон) |                   | Арбітри: Роман Гофман Даніель Піхачек |
| 14 хв. | Вилучення                   | 33 хв.                              |                   | Арбітри: Роман Гофман Даніель Піхачек |
| 34 | Кидки                       | 22                                  |                   | Арбітри: Роман Гофман Даніель Піхачек |

| 16 травня 2014 20:45 | Швеція | 3 : 1 (2:0, 0:1, 1:0) | Словаччина | Чижівка-Арена, Мінськ Глядачів: 7563 |

| Протокол                                                                   | Протокол        | Протокол                      | Протокол | Протокол                                   |
| -------------------------------------------------------------------------- | --------------- | ----------------------------- | -------- | ------------------------------------------ |
|                                                                            | Андерс Нільссон | Голкіпери                     | Ян Лацо  | Арбітри: Юрі Петтері Ронн Владімір Шиндлер |
| Нюквіст (Аксельссон) 10:05 Баклунд (Ліндстрем) 19:49 Нігрен (Класен) 41:58 | 1:0 2:0 2:1 3:1 | 29:12 Марінчин (Реваї, Татар) |          | Арбітри: Юрі Петтері Ронн Владімір Шиндлер |
| 8 хв.                                                                      | Вилучення       | 8 хв.                         |          | Арбітри: Юрі Петтері Ронн Владімір Шиндлер |
| 40                                                                         | Кидки           | 21                            |          | Арбітри: Юрі Петтері Ронн Владімір Шиндлер |

| 17 травня 2014 12:45 | Франція | 5 : 4 Б (0:1, 3:1, 1:2, 0:0, 1:0) | Норвегія | «Чижівка-Арена», Мінськ Глядачів: 6103 |

| Протокол | Протокол                            | Протокол | Протокол    | Протокол                                  |
| --- | ----------------------------------- | --- | ----------- | ----------------------------------------- |
| | Крістобаль Юе                       | Голкіпери | Ларс Хауген | Арбітри: Костянтин Оленін Даніель Піхачек |
| Руссель (Манавян, П.-Е. Бельмар) 37:25 Й. Трей (Овітю, Дерозьє) 37:51 Руссель (С. Да Коста, Бельмар) 38:16 Бельмар (Руссель) 42:37 С. Да Коста (бул.) | 0:1 0:2 1:2 2:2 3:2 3:3 4:3 4:4 5:4 | 11:28 Трюгг (К. А. Олімб, Олімб) 21:47 Аск (Олімб, К. А. Олімб) 41:30 Сорвік (Аск) 45:48 М. Олімб (К. А. Олімб) |             | Арбітри: Костянтин Оленін Даніель Піхачек |
| 18 хв. | Вилучення                           | 4 хв. |             | Арбітри: Костянтин Оленін Даніель Піхачек |
| 36 | Кидки                               | 28 |             | Арбітри: Костянтин Оленін Даніель Піхачек |

| 17 травня 2014 16:45 | Данія | 4 : 3 Б (1:2, 0:0, 2:1, 0:0, 1:0) | Чехія | «Чижівка-Арена», Мінськ Глядачів: 6892 |

| Протокол                                                                                               | Протокол                    | Протокол                                                                      | Протокол        | Протокол                        |
| --- | --------------------------- | ----------------------------------------------------------------------------- | --------------- | ------------------------------- |
| | Сімон Нільсен               | Голкіпери                                                                     | Александр Салак | Арбітри: Кейт Кавал Стів Петефі |
| Лассен (Крістенсен) 09:56 Єнсен (Стаал, Хансен) 55:31 Бйоркстранд (Хансен, Мадсен) 59:07 Бедкер (бул.) | 0:1 0:2 1:2 1:3 2:3 3:3 4:3 | 04:26 Клепіш (Ягр, Немець) 06:55 Ягр (Соботка) 45:04 Кіндл (Клепіш, Червенка) |                 | Арбітри: Кейт Кавал Стів Петефі |
| 10 хв.                                                                                                 | Вилучення                   | 10 хв.                                                                        |                 | Арбітри: Кейт Кавал Стів Петефі |
| 27 | Кидки                       | 32                                                                            |                 | Арбітри: Кейт Кавал Стів Петефі |

#### 6-й тур
| 17 травня 2014 20:45 | Словаччина | 4 : 1 (1:0, 2:1, 1:0) | Італія | «Чижівка-Арена», Мінськ Глядачів: 5929 |

| Протокол | Протокол            | Протокол            | Протокол          | Протокол                                |
| --- | ------------------- | ------------------- | ----------------- | --------------------------------------- |
| | Ян Лацо             | Голкіпери           | Деніел Белліссімо | Арбітри: В'ячеслав Буланов Мікаель Нурд |
| Дялога (Слобода) 10:08 В'єденський (Дялога, Реваї) 23:05 Татар (Міхел Міклик) 34:13 Міклик (Татар, Шатан) 48:07 | 1:0 2:0 3:0 3:1 4:1 | 38:26 Еггер (Рокко) |                   | Арбітри: В'ячеслав Буланов Мікаель Нурд |
| 14 хв. | Вилучення           | 10 хв.              |                   | Арбітри: В'ячеслав Буланов Мікаель Нурд |
| 53 | Кидки               | 20                  |                   | Арбітри: В'ячеслав Буланов Мікаель Нурд |

| 18 травня 2014 16:45 | Канада | 3 : 2 ОТ (0:1, 2:1, 0:0, 1:0) | Швеція | «Чижівка-Арена», Мінськ Глядачів: 8453 |

| Протокол                                                                         | Протокол            | Протокол                                                 | Протокол        | Протокол                                |
| -------------------------------------------------------------------------------- | ------------------- | -------------------------------------------------------- | --------------- | --------------------------------------- |
|                                                                                  | Бен Скрівенс        | Голкіпери                                                | Андерс Нільссон | Арбітри: Костянтин Оленін Алекс Рантала |
| Шенн (Юбердо) 23:52 Бієкса (Годжсон, Райллі) 27:46 Елліс (Брауер, Шейфеле) 62:38 | 0:1 0:2 1:2 2:2 3:2 | 13:49 Ліндстрем (Меллер) 21:06 Класен (Екгольм, Нюквіст) |                 | Арбітри: Костянтин Оленін Алекс Рантала |
| 10 хв.                                                                           | Вилучення           | 12 хв.                                                   |                 | Арбітри: Костянтин Оленін Алекс Рантала |
| 31                                                                               | Кидки               | 32                                                       |                 | Арбітри: Костянтин Оленін Алекс Рантала |

| 18 травня 2014 20:45 | Чехія | 1 : 0 (1:0, 0:0, 0:0) | Норвегія | «Чижівка-Арена», Мінськ Глядачів: 7902 |

| Протокол                   | Протокол        | Протокол  | Протокол       | Протокол                                    |
| -------------------------- | --------------- | --------- | -------------- | ------------------------------------------- |
|                            | Александр Салак | Голкіпери | Стеффен Себерг | Арбітри: Юрі Петтері Ронн Маркус Віннерборг |
| Соботка (Гертл, Ягр) 00:39 | 1:0             |           |                | Арбітри: Юрі Петтері Ронн Маркус Віннерборг |
| 8 хв.                      | Вилучення       | 8 хв.     |                | Арбітри: Юрі Петтері Ронн Маркус Віннерборг |
| 39                         | Кидки           | 21        |                | Арбітри: Юрі Петтері Ронн Маркус Віннерборг |

| 19 травня 2014 16:45 | Данія | 2 : 6 (1:2, 1:0, 0:4) | Франція | Чижівка-Арена, Мінськ Глядачів: 7450 |

| Протокол                                                      | Протокол                        | Протокол | Протокол      | Протокол                                |
| ------------------------------------------------------------- | ------------------------------- | --- | ------------- | --------------------------------------- |
|                                                               | Сімон Нільсен                   | Голкіпери | Крістобаль Юе | Арбітри: Алекс Рантала Максим Сидоренко |
| Єнсен (Стаал, Якобсен) 15:09 Стаал (Єнсен, Бьоркстранд) 34:41 | 0:1 1:1 1:2 2:2 2:3 2:4 2:5 2:6 | 01:08 Дерозьє (Меньє, Й. Трей) 19:23 Руссель (Амар, Бельмар) 49:10 Бельмар (Руссель, С. Да Коста) 50:36 С. Да Коста (Руссель, Бельмар) 52:52 Антонен Манавян (Руссель, С. Да Коста) 55:09 С. Да Коста |               | Арбітри: Алекс Рантала Максим Сидоренко |
| 8 хв.                                                         | Вилучення                       | 4 хв. |               | Арбітри: Алекс Рантала Максим Сидоренко |
| 33                                                            | Кидки                           | 29 |               | Арбітри: Алекс Рантала Максим Сидоренко |

#### 7-й тур
| 19 травня 2014 20:45 | Італія | 1 : 5 (1:2, 0:2, 0:1) | Швеція | «Чижівка-Арена», Мінськ Глядачів: 7878 |

| Протокол                        | Протокол                | Протокол | Протокол | Протокол                               |
| ------------------------------- | ----------------------- | --- | -------- | -------------------------------------- |
|                                 | Деніел Белліссімо       | Голкіпери | Ерікссон | Арбітри: Роман Гофман Владімір Шиндлер |
| Гандер (Фелічетті, Тудін) 10:07 | 0:1 1:1 1:2 1:3 1:4 1:5 | 00:48 Нюквіст (Класен) 16:32 Екгольм (Класен) 34:24 Нюквіст (Даніельссон, Класен) 37:53 Даніельссон (Екгольм, Класен) 55:55 Дж. Ерікссон (Нігрен, Моллер) |          | Арбітри: Роман Гофман Владімір Шиндлер |
| 12 хв.                          | Вилучення               | 6 хв. |          | Арбітри: Роман Гофман Владімір Шиндлер |
| 11                              | Кидки                   | 40 |          | Арбітри: Роман Гофман Владімір Шиндлер |

| 20 травня 2014 12:45 | Норвегія | 2 : 3 (1:0, 1:2, 0:1) | Канада | «Чижівка-Арена», Мінськ Глядачів: 7487 |

| Протокол                                                | Протокол            | Протокол                                                                     | Протокол      | Протокол                                  |
| ------------------------------------------------------- | ------------------- | ---------------------------------------------------------------------------- | ------------- | ----------------------------------------- |
|                                                         | Стеффен Себерг      | Голкіпери                                                                    | Джеймс Реймер | Арбітри: Даніель Піхачек Максим Сидоренко |
| Бастіансен 13:05 Гансен (К. А. Олімб, Брюхнісвен) 32:16 | 1:0 1:1 2:1 2:2 2:3 | 23:36 Ворд (Монаген, Елліс) 36:25 Шейфеле (Бієкса, Ворд) 50:43 Ворд (Юбердо) |               | Арбітри: Даніель Піхачек Максим Сидоренко |
| 14 хв.                                                  | Вилучення           | 4 хв.                                                                        |               | Арбітри: Даніель Піхачек Максим Сидоренко |
| 16                                                      | Кидки               | 42                                                                           |               | Арбітри: Даніель Піхачек Максим Сидоренко |

| 20 травня 2014 16:45 | Данія | 3 : 4 (0:1, 1:0, 2:3) | Словаччина | «Чижівка-Арена», Мінськ Глядачів: 7251 |

| Протокол                                                                                       | Протокол                    | Протокол                                                                                             | Протокол | Протокол                             |
| ---------------------------------------------------------------------------------------------- | --------------------------- | --- | -------- | ------------------------------------ |
|                                                                                                | Сімон Нільсен               | Голкіпери                                                                                            | Ян Лацо  | Арбітри: Кейт Кавал Костянтин Оленін |
| Бедкер (Греен, Крістенсен) 21:11 Греен (Крістенсен, Лассен) 52:53 Єнсен Є. (Є. Б. Єнсен) 54:25 | 0:1 1:1 1:2 2:2 2:3 2:4 3:4 | 14:41 Татар (Валах) 41:31 Міклик (В'єденський) 53:53 В'єденський (Міклик, Валах) 54:17 Татар (Мікуш) |          | Арбітри: Кейт Кавал Костянтин Оленін |
| 20 хв.                                                                                         | Вилучення                   | 20 хв.                                                                                               |          | Арбітри: Кейт Кавал Костянтин Оленін |
| 30                                                                                             | Кидки                       | 24                                                                                                   |          | Арбітри: Кейт Кавал Костянтин Оленін |

| 20 травня 2014 20:45 | Чехія | 5 : 4 ОТ (1:3, 3:0, 0:1, 1:0) | Франція | «Чижівка-Арена», Мінськ Глядачів: 8214 |

| Протокол | Протокол                            | Протокол                                                                                          | Протокол     | Протокол                           |
| --- | ----------------------------------- | ------------------------------------------------------------------------------------------------- | ------------ | ---------------------------------- |
| | Александр Салак                     | Голкіпери                                                                                         | Фабріс Ланрі | Арбітри: Ігор Дремель Роман Гофман |
| Соботка 19:18 Секач (Заморський, Коларж) 24:30 Ягр (Йордан, Соботка) 31:29 Затьович (Кіндл, Ролінек) 32:42 Коларж (Заморський, Соботка) 62:19 | 0:1 0:2 0:3 1:3 2:3 3:3 4:3 4:4 5:4 | 06:48 Дерозьє (Жаній, Й. Трей) 17:48 Дерозьє (Т. Да Коста) 18:22 Меньє (Ро) 42:36 Руссель (Флері) |              | Арбітри: Ігор Дремель Роман Гофман |
| 14 хв. | Вилучення                           | 10 хв.                                                                                            |              | Арбітри: Ігор Дремель Роман Гофман |
| 39 | Кидки                               | 24                                                                                                |              | Арбітри: Ігор Дремель Роман Гофман |

### Група В
| Команда   | І | В | ВО | ПО | П | Ш     | Очк |
| --------- | - | - | -- | -- | - | ----- | --- |
| Росія     | 7 | 7 | 0  | 0  | 0 | 31:7  | 21  |
| США       | 7 | 4 | 1  | 0  | 2 | 27:23 | 14  |
| Білорусь  | 7 | 4 | 0  | 0  | 3 | 18:17 | 12  |
| Фінляндія | 7 | 3 | 1  | 0  | 3 | 18:15 | 11  |
| Швейцарія | 7 | 3 | 0  | 1  | 3 | 19:21 | 10  |
| Латвія    | 7 | 3 | 0  | 0  | 4 | 20:24 | 9   |
| Німеччина | 7 | 1 | 1  | 0  | 5 | 13:23 | 5   |
| Казахстан | 7 | 0 | 0  | 2  | 5 | 16:32 | 2   |

- Час початку матчів місцевий (UTC+3)

#### 1-й тур
| 9 травня 2014 16:45 | Швейцарія | 0 : 5 (0:3, 0:1, 0:1) | Росія | «Мінськ-Арена», Мінськ Глядачів: 13 300 |

| Протокол | Протокол            | Протокол | Протокол           | Протокол                                |
| -------- | ------------------- | --- | ------------------ | --------------------------------------- |
|          | Леонардо Дженоні    | Голкіпери | Сергій Бобровський | Арбітри: Ларс Брюггеман Антонін Єржабек |
|          | 0:1 0:2 0:3 0:4 0:5 | 00:13 Плотников (Денисов, Шипачов) 06:34 Овечкін (Бєлов, Заріпов) 17:15 Шипачов (Чудінов) 29:06 Бєлов (Кульомін, Широков) 58:25 Заріпов (Овечкін) |                    | Арбітри: Ларс Брюггеман Антонін Єржабек |
| 10 хв.   | Вилучення           | 8 хв. |                    | Арбітри: Ларс Брюггеман Антонін Єржабек |
| 27       | Кидки               | 31 |                    | Арбітри: Ларс Брюггеман Антонін Єржабек |

| 9 травня 2014 20:45 | Білорусь | 1 : 6 (0:1, 1:3, 0:2) | США | «Мінськ-Арена», Мінськ Глядачів: 13 600 |

| Протокол                               | Протокол                    | Протокол | Протокол  | Протокол                                |
| -------------------------------------- | --------------------------- | --- | --------- | --------------------------------------- |
|                                        | Андрій Мезін                | Голкіпери | Тім Томас | Арбітри: Мартін Франьо Владімір Шиндлер |
| Степанов (Грабовський, Калюжний) 39:56 | 0:1 0:2 0:3 0:4 1:4 1:5 1:6 | 12:22 Нельсон (Сміт, Джонсон) 34:59 Труба (ДеКейзер) 35:55 Годро (Петрі) 37:42 Мак-Дональд (Геєс) 54:58 Труба (Годро, Джонсон) 56:57 Гардінер (Годро, Геєс) |           | Арбітри: Мартін Франьо Владімір Шиндлер |
| 21 хв.                                 | Вилучення                   | 25 хв. |           | Арбітри: Мартін Франьо Владімір Шиндлер |
| 14                                     | Кидки                       | 6 |           | Арбітри: Мартін Франьо Владімір Шиндлер |

| 10 травня 2014 12:45 | Німеччина | 2 : 1 Б (0:1, 1:0, 0:0, 0:0, 1:0) | Казахстан | «Мінськ-Арена», Мінськ Глядачів: 12880 |

| Протокол                                             | Протокол    | Протокол                          | Протокол        | Протокол                                |
| ---------------------------------------------------- | ----------- | --------------------------------- | --------------- | --------------------------------------- |
|                                                      | Роб Цепп    | Голкіпери                         | Віталій Єремеєв | Арбітри: Алекс Рантала Владімір Шиндлер |
| Плахта (Анкерт, Драйзайтль) 18:49 Оппенгеймер (бул.) | 0:1 1:1 2:1 | 10:08 Гаврилін (Поліщук, Даллман) |                 | Арбітри: Алекс Рантала Владімір Шиндлер |
| 4 хв.                                                | Вилучення   | 20 хв.                            |                 | Арбітри: Алекс Рантала Владімір Шиндлер |
| 20                                                   | Кидки       | 47                                |                 | Арбітри: Алекс Рантала Владімір Шиндлер |

| 10 травня 2014 16:45 | Латвія | 3 : 2 (1:1, 0:1, 2:0) | Фінляндія | «Мінськ-Арена», Мінськ Глядачів: 11700 |

| Протокол                                                                                        | Протокол            | Протокол                                          | Протокол    | Протокол                              |
| ----------------------------------------------------------------------------------------------- | ------------------- | ------------------------------------------------- | ----------- | ------------------------------------- |
|                                                                                                 | Едгарс Масальскіс   | Голкіпери                                         | Пекка Рінне | Арбітри: Ігор Дремель Антонін Єржабек |
| Даугавіньш (М. Редліхс) 06:18 Сотнієкс (Пуяц, Індрашіс) 47:48 Кулда (Даугавіньш, Ципуліс) 52:22 | 0:1 1:1 1:2 2:2 3:2 | 04:30 Саломякі 31:42 Мянтюля (Контіола, Хієтанен) |             | Арбітри: Ігор Дремель Антонін Єржабек |
| 12 хв.                                                                                          | Вилучення           | 18 хв.                                            |             | Арбітри: Ігор Дремель Антонін Єржабек |
| 26                                                                                              | Кидки               | 24                                                |             | Арбітри: Ігор Дремель Антонін Єржабек |

#### 2-й тур
| 10 травня 2014 20:45 | США | 3 : 2 (0:0, 1:2, 2:0) | Швейцарія | Мінськ-Арена, Мінськ Глядачів: 11000 |

| Протокол                                                                           | Протокол            | Протокол                                       | Протокол   | Протокол                               |
| ---------------------------------------------------------------------------------- | ------------------- | ---------------------------------------------- | ---------- | -------------------------------------- |
|                                                                                    | Тім Томас           | Голкіпери                                      | Рето Берра | Арбітри: Роман Гофман Юрі Петтері Ронн |
| Мюллер (Степлтон, Петрі) 26:15 Сміт (Нельсон, Джонсон) 41:28 Джонсон (Джонс) 53:15 | 0:1 1:1 1:2 2:2 3:2 | 21:28 Голленштайн (Фіала) 29:39 Бруннер (Ромі) |            | Арбітри: Роман Гофман Юрі Петтері Ронн |
| 14 хв.                                                                             | Вилучення           | 12 хв.                                         |            | Арбітри: Роман Гофман Юрі Петтері Ронн |
| 27                                                                                 | Кидки               | 35                                             |            | Арбітри: Роман Гофман Юрі Петтері Ронн |

| 11 травня 2014 13:45 | Німеччина | 3 : 2 (1:1, 1:1, 1:0) | Латвія | Мінськ-Арена, Мінськ Глядачів: 11200 |

| Протокол                                                                 | Протокол            | Протокол                                              | Протокол            | Протокол                              |
| ------------------------------------------------------------------------ | ------------------- | ----------------------------------------------------- | ------------------- | ------------------------------------- |
|                                                                          | Філіпп Грубауер     | Голкіпери                                             | Крістерс Гудлевскіс | Арбітри: Стів Петефі Юрі Петтері Ронн |
| Небельс (Оппенгеймер, Гордлер) 12:15 Франк Мауер 20:30 Оппенгеймер 55:26 | 1:0 1:1 2:1 2:2 3:2 | 18:35 Пуяц (Редліхс, Кеніньш) 27:15 Редліхс (Кеніньш) |                     | Арбітри: Стів Петефі Юрі Петтері Ронн |
| 4 хв.                                                                    | Вилучення           | 6 хв.                                                 |                     | Арбітри: Стів Петефі Юрі Петтері Ронн |
| 33                                                                       | Кидки               | 21                                                    |                     | Арбітри: Стів Петефі Юрі Петтері Ронн |

| 11 травня 2014 17:30 | Білорусь | 4 : 1 (0:1, 2:0, 2:0) | Казахстан | Мінськ-Арена, Мінськ Глядачів: 13734 |

| Протокол | Протокол            | Протокол                     | Протокол        | Протокол                           |
| --- | ------------------- | ---------------------------- | --------------- | ---------------------------------- |
| | Віталій Коваль      | Голкіпери                    | Віталій Єремеєв | Арбітри: Ларс Брюггеман Кейт Кавал |
| Степанов (Грабовський) 22:46 Стасенко (Степанов, Граборенко) 30:08 Костіцин (Єфименко, Євенко) 41:25 Калюжний (Денисов, Костіцин) 59:56 | 0:1 1:1 2:1 3:1 4:1 | 04:12 Гаврилін (Васильченко) |                 | Арбітри: Ларс Брюггеман Кейт Кавал |
| 12 хв. | Вилучення           | 12 хв.                       |                 | Арбітри: Ларс Брюггеман Кейт Кавал |
| 29 | Кидки               | 20                           |                 | Арбітри: Ларс Брюггеман Кейт Кавал |

| 11 травня 2014 21:00 | Фінляндія | 2 : 4 (1:2, 1:2, 0:0) | Росія | Мінськ-Арена, Мінськ Глядачів: 13934 |

| Протокол                                                             | Протокол                | Протокол | Протокол    | Протокол                                |
| -------------------------------------------------------------------- | ----------------------- | --- | ----------- | --------------------------------------- |
|                                                                      | Мікко Коскінен          | Голкіпери | Бобровський | Арбітри: Мікаель Нурд Маркус Віннерборг |
| 09:13 Хієтанен (Контіола, Лехтеря) 39:08 Каралахті (Йокінен, Лаюнен) | 0:1 0:2 1:2 1:3 1:4 2:4 | Тихонов (Бєлов, Калінін) 01:39 Овечкін (Заріпов, Орлов) 04:38 Кульомін 22:42 Калінін (Заріпов, Тихонов) 34:40 |             | Арбітри: Мікаель Нурд Маркус Віннерборг |
| 22 хв.                                                               | Вилучення               | 14 хв. |             | Арбітри: Мікаель Нурд Маркус Віннерборг |
| 36                                                                   | Кидки                   | 26 |             | Арбітри: Мікаель Нурд Маркус Віннерборг |

#### 3-й тур
| 12 травня 2014 16:45 | Швейцарія | 3 : 4 (2:1, 0:1, 1:2) | Білорусь | Мінськ-Арена, Мінськ Глядачів: 13207 |

| Протокол                                                      | Протокол                    | Протокол                                                                                             | Протокол | Протокол                               |
| ------------------------------------------------------------- | --------------------------- | --- | -------- | -------------------------------------- |
|                                                               | Берра                       | Голкіпери                                                                                            | Коваль   | Арбітри: Мартін Франьо Даніель Піхачек |
| 06:13 Вебер (Бруннер, Йозі) 17:41 Шеппі 43:59 Фруадво (Зегер) | 0:1 1:1 2:1 2:2 3:2 3:3 3:4 | Костіцин 05:32 Стась (Коробов, Платт) 23:06 Костіцин (Калюжний, Грабовський) 49:49 Грабовський 57:54 |          | Арбітри: Мартін Франьо Даніель Піхачек |
| 10 хв.                                                        | Вилучення                   | 8 хв.                                                                                                |          | Арбітри: Мартін Франьо Даніель Піхачек |
| 31                                                            | Кидки                       | 23                                                                                                   |          | Арбітри: Мартін Франьо Даніель Піхачек |

| 12 травня 2014 20:45 | Росія | 6 : 1 (2:0, 4:1, 0:0) | США | Мінськ-Арена, Мінськ Глядачів: 14124 |

| Протокол | Протокол                    | Протокол                  | Протокол  | Протокол                                           |
| --- | --------------------------- | ------------------------- | --------- | -------------------------------------------------- |
| | Андрій Василевський         | Голкіпери                 | Тім Томас | Арбітри: Антонін Єрабек (Єржабек) Владімір Шиндлер |
| 06:06 Кульомін (Медведєв, Анісімов) 18:47 Овечкін 20:20 Тихонов (Овечкін, Плотников) 29:07 Кузнецов (Дадонов) 31:07 Плотников (Тихонов) 39:14 Тихонов (Овечкін) | 1:0 2:0 3:0 3:1 4:1 5:1 6:1 | Абделькадер (Петрі) 20:57 |           | Арбітри: Антонін Єрабек (Єржабек) Владімір Шиндлер |
| 16 хв. | Вилучення                   | 12 хв.                    |           | Арбітри: Антонін Єрабек (Єржабек) Владімір Шиндлер |
| 23 | Кидки                       | 40                        |           | Арбітри: Антонін Єрабек (Єржабек) Владімір Шиндлер |

| 13 травня 2014 16:45 | Німеччина | 0 : 4 (0:2, 0:2, 0:0) | Фінляндія | Мінськ-Арена, Мінськ Глядачів: 10959 |

| Протокол | Протокол        | Протокол | Протокол    | Протокол                                |
| -------- | --------------- | --- | ----------- | --------------------------------------- |
|          | Роб Цепп        | Голкіпери | Пекка Рінне | Арбітри: Мартін Франьо Костянтин Оленін |
|          | 0:1 0:2 0:3 0:4 | Контіола (Лехтеря) 09:33 Іммонен (Лаюнен, Хунтала) 14:16 Палола (Контіола) 31:54 Лео Комаров (Каралахті, Охтамаа) |             | Арбітри: Мартін Франьо Костянтин Оленін |
| 8 хв.    | Вилучення       | 6 хв. |             | Арбітри: Мартін Франьо Костянтин Оленін |
| 20       | Кидки           | 29 |             | Арбітри: Мартін Франьо Костянтин Оленін |

| 13 травня 2014 20:45 | Казахстан | 4 : 5 (2:1, 2:3, 0:1) | Латвія | Мінськ-Арена, Мінськ Глядачів: 10870 |

| Протокол | Протокол                            | Протокол | Протокол   | Протокол                                |
| --- | ----------------------------------- | --- | ---------- | --------------------------------------- |
| | Єремеєв                             | Голкіпери | Масальскіс | Арбітри: Ігор Дремель Маркус Віннерборг |
| 04:43 Жайлауов (Семіонов, Краснослободцев) 19:45 Римарєв (Антропов, Савченко) 39:11 Антропов (Даллман) 39:55 Блохін (Антропов, Даллман) | 0:1 1:1 2:1 2:2 2:3 2:4 3:4 4:4 4:5 | Індрашіс (Шталс, Редліхс) 01:15 Кулда (Редліхс, Кеніньш) 23:41 Кулда (Індрашіс) 29:51 Редліхс (Сотнієкс, Даугавіньш) 34:07 Шталс (Галвіньш) 43:22 |            | Арбітри: Ігор Дремель Маркус Віннерборг |
| 8 хв. | Вилучення                           | 18 хв. |            | Арбітри: Ігор Дремель Маркус Віннерборг |
| 29 | Кидки                               | 27 |            | Арбітри: Ігор Дремель Маркус Віннерборг |

#### 4-й тур
| 14 травня 2014 16:45 | Швейцарія | 3 : 2 (1:1, 2:1, 0:0) | Німеччина | Мінськ-Арена, Мінськ Глядачів: 11628 |

| Протокол                                                                                   | Протокол            | Протокол                                                                  | Протокол | Протокол                           |
| ------------------------------------------------------------------------------------------ | ------------------- | ------------------------------------------------------------------------- | -------- | ---------------------------------- |
|                                                                                            | Рето Берра          | Голкіпери                                                                 | Роб Цепп | Арбітри: Стів Петефі Алекс Рантала |
| 12:17 Бруннер (Йозі, Вебер) 32:13 Голленштайн (Йозі, Л. Кунті) 36:27 Ромі (Бруннер, Мозер) | 1:0 1:1 2:1 3:1 3:2 | Оппенгеймер (Гордлер, Госпельт) 13:57 Оппенгеймер (Акдаг, Госпельт) 38:52 |          | Арбітри: Стів Петефі Алекс Рантала |
| 6 хв.                                                                                      | Вилучення           | 6 хв.                                                                     |          | Арбітри: Стів Петефі Алекс Рантала |
| 25                                                                                         | Кидки               | 24                                                                        |          | Арбітри: Стів Петефі Алекс Рантала |

| 14 травня 2014 20:45 | Росія | 7 : 2 (1:0, 3:0, 3:2) | Казахстан | Мінськ-Арена, Мінськ Глядачів: 12299 |

| Протокол | Протокол                            | Протокол                                                           | Протокол | Протокол                                  |
| --- | ----------------------------------- | ------------------------------------------------------------------ | -------- | ----------------------------------------- |
| | Бобровський                         | Голкіпери                                                          | Іванов   | Арбітри: Даніель Піхачек Юрі Петтері Ронн |
| 14:24 Плотников (Тихонов, Овечкін) 22:07 Яковлєв (Заріпов, Бєлов) 23:26 Заріпов (Тихонов, Плотников) 31:14 Кульомін 41:05 Тихонов (Плотников, Овечкін) 59:17 Плотников (Тихонов, Заріпов) 59:54 Бурмистров (Кузнецов, Дадонов) | 1:0 2:0 3:0 4:0 5:0 5:1 5:2 6:2 7:2 | Пашнін (Даллман, Антропов) 49:31 Спиридонов (Блохін, Іванов) 53:33 |          | Арбітри: Даніель Піхачек Юрі Петтері Ронн |
| 4 хв. | Вилучення                           | 12 хв.                                                             |          | Арбітри: Даніель Піхачек Юрі Петтері Ронн |
| 47 | Кидки                               | 18                                                                 |          | Арбітри: Даніель Піхачек Юрі Петтері Ронн |

| 15 травня 2014 16:45 | США | 5 : 6 (1:2, 2:1, 2:3) | Латвія | Мінськ-Арена, Мінськ Глядачів: 11814 |

| Протокол | Протокол                                    | Протокол | Протокол   | Протокол                                    |
| --- | ------------------------------------------- | --- | ---------- | ------------------------------------------- |
| | Томас                                       | Голкіпери | Гудлевскіс | Арбітри: В'ячеслав Буланов Костянтин Оленін |
| 16:39 Сміт (Гардінер) 28:57 Нельсон (Джонс) 31:00 Джонсон (Сміт, Труба) 53:26 Джонс (Абделькадер) 58:30 Нельсон (Годро, Джонс) | 0:1 1:1 1:2 1:3 2:3 3:3 3:4 4:4 4:5 4:6 5:6 | Мейя (Берзіньш) 15:39 Редліхс (Кеніньш, Даугавіньш) 18:57 Ніживій (Васильєвс) 28:08 Даугавіньш (Редліхс) 51:25 Гіргенсонс (Мейя) 54:35 Васильєвс (Ципуліс) 57:39 |            | Арбітри: В'ячеслав Буланов Костянтин Оленін |
| 20 хв. | Вилучення                                   | 16 хв. |            | Арбітри: В'ячеслав Буланов Костянтин Оленін |
| 36 | Кидки                                       | 25 |            | Арбітри: В'ячеслав Буланов Костянтин Оленін |

| 15 травня 2014 20:45 | Фінляндія | 2 : 0 (1:0, 0:0, 1:0) | Білорусь | Мінськ-Арена, Мінськ Глядачів: 14447 |

| Протокол                                                             | Протокол    | Протокол  | Протокол     | Протокол                           |
| -------------------------------------------------------------------- | ----------- | --------- | ------------ | ---------------------------------- |
|                                                                      | Пекка Рінне | Голкіпери | Кевін Лаланд | Арбітри: Ларс Брюггеман Кейт Кавал |
| 16:30 Контіола (Мянтюля, П. Рінне) 59:44 Контіола (Лехтеря, Йокінен) | 1:0 2:0     |           |              | Арбітри: Ларс Брюггеман Кейт Кавал |
| 12 хв.                                                               | Вилучення   | 8 хв.     |              | Арбітри: Ларс Брюггеман Кейт Кавал |
| 15                                                                   | Кидки       | 15        |              | Арбітри: Ларс Брюггеман Кейт Кавал |

#### 5-й тур
| 16 травня 2014 16:45 | США | 4 : 3 ОТ (1:1, 2:1, 0:1, 1:0) | Казахстан | Мінськ-Арена, Мінськ Глядачів: 10779 |

| Протокол                                                                                           | Протокол                    | Протокол                                                                                   | Протокол | Протокол                               |
| -------------------------------------------------------------------------------------------------- | --------------------------- | ------------------------------------------------------------------------------------------ | -------- | -------------------------------------- |
| | Тім Томас                   | Голкіпери                                                                                  | Іванов   | Арбітри: Мікаель Нурд Максим Сидоренко |
| 18:38 Сміт (Нельсон, Джонс) 23:44 Джонс (Сміт) 35:02 Донован (Годро) 61:05 Джонс (Декейзер, Годро) | 0:1 1:1 1:2 2:2 3:2 3:3 4:3 | Старченко (Уппер, Даллман) 14:23 Романов (Паншин, Лакіза) 21:21 Старченко (Антропов) 53:10 |          | Арбітри: Мікаель Нурд Максим Сидоренко |
| 8 хв.                                                                                              | Вилучення                   | 14 хв.                                                                                     |          | Арбітри: Мікаель Нурд Максим Сидоренко |
| 40                                                                                                 | Кидки                       | 25                                                                                         |          | Арбітри: Мікаель Нурд Максим Сидоренко |

| 16 травня 2014 20:45 | Фінляндія | 3 : 2 Б (1:0, 1:0, 0:2, 0:0, 1:0) | Швейцарія | Мінськ-Арена, Мінськ Глядачів: 12630 |

| Протокол                                                                 | Протокол            | Протокол                                   | Протокол   | Протокол                                        |
| ------------------------------------------------------------------------ | ------------------- | ------------------------------------------ | ---------- | ----------------------------------------------- |
|                                                                          | Пекка Рінне         | Голкіпери                                  | Рето Берра | Арбітри: Мартін Франьо Антонін Єрабек (Єржабек) |
| 05:14 Ківісто (Іммонен, Саломякі) 32:26 Йокінен (Гаула) Пакарінен (бул.) | 1:0 2:0 2:1 2:2 3:2 | Сурі (Фіала) 41:57 Йозі (Ромі, Сурі) 56:35 |            | Арбітри: Мартін Франьо Антонін Єрабек (Єржабек) |
| 2 хв.                                                                    | Вилучення           | 4 хв.                                      |            | Арбітри: Мартін Франьо Антонін Єрабек (Єржабек) |
| 25                                                                       | Кидки               | 28                                         |            | Арбітри: Мартін Франьо Антонін Єрабек (Єржабек) |

| 17 травня 2014 12:45 | Латвія | 1 : 4 (1:3, 0:1, 0:0) | Росія | Мінськ-Арена, Мінськ Глядачів: 14427 |

| Протокол               | Протокол            | Протокол                                                                                                   | Протокол    | Протокол                              |
| ---------------------- | ------------------- | --- | ----------- | ------------------------------------- |
|                        | Крістерс Гудлевскіс | Голкіпери                                                                                                  | Бобровський | Арбітри: Ларс Брюггеман Алекс Рантала |
| 07:30 Індрашіс (Шталс) | 1:0 1:1 1:2 1:3 1:4 | Тихонов 10:55 Широков (Медведєв, Тихонов) 15:23 Тихонов (Плотников, Овечкін) 18:12 Калінін (Кутузов) 28:04 |             | Арбітри: Ларс Брюггеман Алекс Рантала |
| 33 хв.                 | Вилучення           | 6 хв. |             | Арбітри: Ларс Брюггеман Алекс Рантала |
| 15                     | Кидки               | 43 |             | Арбітри: Ларс Брюггеман Алекс Рантала |

| 17 травня 2014 16:45 | Білорусь | 5 : 2 (1:2, 1:0, 3:0) | Німеччина | Мінськ-Арена, Мінськ Глядачів: 14478 |

| Протокол | Протокол                    | Протокол                                                 | Протокол | Протокол                                |
| --- | --------------------------- | -------------------------------------------------------- | -------- | --------------------------------------- |
| | Коваль                      | Голкіпери                                                | Роб Цепп | Арбітри: Роман Гофман Маркус Віннерборг |
| 15:27 Степанов (Грабовський, Калюжний) 34:23 Угаров (Степанов) 42:55 Грабовський (Костіцин, Калюжний) 44:05 Платт (Стасенко, Стась) 49:54 Грабовський (Костіцин) | 0:1 0:2 1:2 2:2 3:2 4:2 5:2 | Кай Госпельт 08:04 Барта (Фелікс Шюц, Франк Мауер) 11:53 |          | Арбітри: Роман Гофман Маркус Віннерборг |
| 29 хв. | Вилучення                   | 2 хв.                                                    |          | Арбітри: Роман Гофман Маркус Віннерборг |
| 16 | Кидки                       | 19                                                       |          | Арбітри: Роман Гофман Маркус Віннерборг |

#### 6-й тур
| 17 травня 2014 20:45 | Швейцарія | 6 : 2 (2:0, 2:0, 2:2) | Казахстан | Мінськ-Арена, Мінськ Глядачів: 11739 |

| Протокол | Протокол                        | Протокол                                                                        | Протокол        | Протокол                            |
| --- | ------------------------------- | ------------------------------------------------------------------------------- | --------------- | ----------------------------------- |
| | Рето Берра                      | Голкіпери                                                                       | Віталій Єремеєв | Арбітри: Ігор Дремель Мартін Франьо |
| 09:44 Кукан 14:06 Голленштайн (Зегер, Амбюль) 27:22 Вебер (Йозі) 37:33 Амбюль (Голленштайн) 43:16 Л. Кунті (Йозі, Мозер) 46:05 Блум (Л. Кунті, Бруннер) | 1:0 2:0 3:0 4:0 5:0 6:0 6:1 6:2 | Краснослободцев (Даллман, Блохін) 50:22 Римарєв (Краснослободцев, Блохін) 59:32 |                 | Арбітри: Ігор Дремель Мартін Франьо |
| 12 хв. | Вилучення                       | 45 хв.                                                                          |                 | Арбітри: Ігор Дремель Мартін Франьо |
| 40 | Кидки                           | 25                                                                              |                 | Арбітри: Ігор Дремель Мартін Франьо |

| 18 травня 2014 16:45 | США | 3 : 1 (1:0, 0:0, 2:1) | Фінляндія | Мінськ-Арена, Мінськ Глядачів: 13030 |

| Протокол                                                              | Протокол        | Протокол                          | Протокол    | Протокол                                  |
| --------------------------------------------------------------------- | --------------- | --------------------------------- | ----------- | ----------------------------------------- |
|                                                                       | Тім Томас       | Голкіпери                         | Пекка Рінне | Арбітри: Ларс Брюггеман В'ячеслав Буланов |
| 00:19 Нельсон (Джонс) 46:42 Джонсон (Сміт, Джонс) 59:14 Джонсон (Шор) | 1:0 2:0 2:1 3:1 | Мянтюля (Іммонен, Хієтанен) 56:46 |             | Арбітри: Ларс Брюггеман В'ячеслав Буланов |
| 10 хв.                                                                | Вилучення       | 8 хв.                             |             | Арбітри: Ларс Брюггеман В'ячеслав Буланов |
| 24                                                                    | Кидки           | 23                                |             | Арбітри: Ларс Брюггеман В'ячеслав Буланов |

| 18 травня 2014 20:45 | Росія | 3 : 0 (0:0, 0:0, 3:0) | Німеччина | Мінськ-Арена, Мінськ Глядачів: 14021 |

| Протокол                                                                                      | Протокол            | Протокол  | Протокол        | Протокол                               |
| --------------------------------------------------------------------------------------------- | ------------------- | --------- | --------------- | -------------------------------------- |
|                                                                                               | Андрій Василевський | Голкіпери | Філіпп Грубауер | Арбітри: Ігор Дремель Владімір Шиндлер |
| 43:58 Шипачов (Яковлєв, Плотников) 50:10 Широков (Заріпов, Анісімов) 59:15 Тихонов (Анісімов) | 1:0 2:0 3:0         |           |                 | Арбітри: Ігор Дремель Владімір Шиндлер |
| 8 хв.                                                                                         | Вилучення           | 12 хв.    |                 | Арбітри: Ігор Дремель Владімір Шиндлер |
| 31                                                                                            | Кидки               | 27        |                 | Арбітри: Ігор Дремель Владімір Шиндлер |

| 19 травня 2014 16:45 | Казахстан | 3 : 4 (2:2, 0:2, 1:0) | Фінляндія | Мінськ-Арена, Мінськ Глядачів: 12119 |

| Протокол                                                                                                   | Протокол                    | Протокол | Протокол    | Протокол                          |
| --- | --------------------------- | --- | ----------- | --------------------------------- |
| | Іванов                      | Голкіпери | Пекка Рінне | Арбітри: Мікаель Нурд Стів Петефі |
| 14:32 Римарєв (Поліщук, Краснослободцев) 15:51 Поліщук (Римарєв, Краснослободцев) 59:31 Романов (Жайлауов) | 0:1 1:1 2:1 2:2 2:3 2:4 3:4 | Палола (Лехтеря, Комаров) 07:53 Лехтеря (Каралахті) 19:18 Йокінен (Контіола, Мянтюля) 27:24 Іммонен (Йокінен, Йормакка) 39:57 |             | Арбітри: Мікаель Нурд Стів Петефі |
| 8 хв. | Вилучення                   | 14 хв. |             | Арбітри: Мікаель Нурд Стів Петефі |
| 28 | Кидки                       | 33 |             | Арбітри: Мікаель Нурд Стів Петефі |

#### 7-й тур
| 19 травня 2014 20:45 | Латвія | 1 : 3 (0:2, 1:0, 0:1) | Білорусь | Мінськ-Арена, Мінськ Глядачів: 14531 |

| Протокол              | Протокол          | Протокол                                                                             | Протокол     | Протокол                                     |
| --------------------- | ----------------- | ------------------------------------------------------------------------------------ | ------------ | -------------------------------------------- |
|                       | Едгарс Масальскіс | Голкіпери                                                                            | Кевін Лаланд | Арбітри: Антонін Єрабек (Єржабек) Кейт Кавал |
| 33:49 Кулда (Ніживій) | 0:1 0:2 1:2 1:3   | Платт (Граборенко, Стась) 08:07 Грабовський (Калюжний, Коробов) 08:40 Костіцин 59:59 |              | Арбітри: Антонін Єрабек (Єржабек) Кейт Кавал |
| 54 хв.                | Вилучення         | 18 хв.                                                                               |              | Арбітри: Антонін Єрабек (Єржабек) Кейт Кавал |
| 19                    | Кидки             | 16                                                                                   |              | Арбітри: Антонін Єрабек (Єржабек) Кейт Кавал |

| 20 травня 2014 12:45 | Німеччина | 4 : 5 (0:0, 3:3, 1:2) | США | Мінськ-Арена, Мінськ Глядачів: 11845 |

| Протокол | Протокол                            | Протокол | Протокол  | Протокол                                 |
| --- | ----------------------------------- | --- | --------- | ---------------------------------------- |
| | Денні аус ден Біркен                | Голкіпери | Тім Томас | Арбітри: В'ячеслав Буланов Мартін Франьо |
| 23:32 Вайс 30:29 Госпельт (Оппенгеймер, Драйзатль) 35:13 Драйзатль (Анкерт) 58:03 Рідер (Драйзатль, Госпельт) | 0:1 1:1 1:2 2:2 2:3 3:3 3:4 3:5 4:5 | Абделькадер (Степлтон) 21:44 Шор (Петрі) 27:18 Донован (Годро, Гардінер) 32:53 Годро (Гардінер) 42:24 Абделькадер (Годро) 55:44 |           | Арбітри: В'ячеслав Буланов Мартін Франьо |
| 8 хв. | Вилучення                           | 14 хв. |           | Арбітри: В'ячеслав Буланов Мартін Франьо |
| 28 | Кидки                               | 36 |           | Арбітри: В'ячеслав Буланов Мартін Франьо |

| 20 травня 2014 16:45 | Латвія | 2 : 3 (0:2, 1:1, 1:0) | Швейцарія | Мінськ-Арена, Мінськ Глядачів: 12868 |

| Протокол                                                                | Протокол            | Протокол                                                                               | Протокол   | Протокол                                    |
| ----------------------------------------------------------------------- | ------------------- | -------------------------------------------------------------------------------------- | ---------- | ------------------------------------------- |
|                                                                         | Гудлевскіс          | Голкіпери                                                                              | Рето Берра | Арбітри: Юрі Петтері Ронн Маркус Віннерборг |
| 21:57 Коба Ясс (Джеріньш, Кулда) 57:37 Гіргенсонс (Сотнієкс, Васильєвс) | 0:1 0:2 0:3 1:3 2:3 | Бруннер (Л. Кунті, Голленштайн) 08:39 Шлумпф (Амбюхл) 10:49 Вебер (Йозі, Амбюхл) 20:27 |            | Арбітри: Юрі Петтері Ронн Маркус Віннерборг |
| 8 хв.                                                                   | Вилучення           | 12 хв.                                                                                 |            | Арбітри: Юрі Петтері Ронн Маркус Віннерборг |
| 28                                                                      | Кидки               | 26                                                                                     |            | Арбітри: Юрі Петтері Ронн Маркус Віннерборг |

| 20 травня 2014 20:45 | Росія | 2 : 1 (0:0, 2:0, 0:1) | Білорусь | Мінськ-Арена, Мінськ Глядачів: 14679 |

| Протокол                                                     | Протокол    | Протокол                         | Протокол | Протокол                          |
| ------------------------------------------------------------ | ----------- | -------------------------------- | -------- | --------------------------------- |
|                                                              | Бобровський | Голкіпери                        | Коваль   | Арбітри: Мікаель Нурд Стів Петефі |
| 32:46 Плотников (Шипачов, Тихонов) 35:47 Шипачов (Плотников) | 1:0 2:0 2:1 | Денисов (Кітаров, Коробов) 45:49 |          | Арбітри: Мікаель Нурд Стів Петефі |
| 10 хв.                                                       | Вилучення   | 8 хв.                            |          | Арбітри: Мікаель Нурд Стів Петефі |
| 27                                                           | Кидки       | 20                               |          | Арбітри: Мікаель Нурд Стів Петефі |

## Плей-оф
|  | Чвертьфінали | Чвертьфінали | Чвертьфінали |   |        | Півфінали | Півфінали | Півфінали           |       |     | Фінал | Фінал  | Фінал |
|  |              |              |              |   |        |           |           |                     |       |     |       |        |       |
|  | В2           | США          | 3            |   |        |           |           |                     |       |     |       |        |       |
|  | А3           | Чехія        | 4            |   |        |           |           |                     |       |     |       |        |       |
|  | А3           | Чехія        | 4            |   | QF1    | Чехія     | 0         |                     |       |     |       |        |       |
|  |              |              |              |   | QF1    | Чехія     | 0         |                     |       |     |       |        |       |
|  |              | QF2          | Фінляндія    | 3 |        |           |           |                     |       |     |       |        |       |
|  | А1           | QF2          | Фінляндія    | 3 | Канада | 2         |           |                     |       |     |       |        |       |
|  | А1           |              |              |   | Канада | 2         |           |                     |       |     |       |        |       |
|  | В4           | Фінляндія    | 3            |   |        |           |           |                     |       |     |       |        |       |
|  | В4           | Фінляндія    | 3            |   |        |           |           |                     |       | SF1 | Росія | 5      |       |
|  |              |              |              |   |        |           |           |                     |       | SF1 | Росія | 5      |       |
|  |              | SF2          | Фінляндія    | 2 |        |           |           |                     |       |     |       |        |       |
|  | В1           | SF2          | Фінляндія    | 2 | Росія  | 3         |           |                     |       |     |       |        |       |
|  | В1           |              |              |   | Росія  | 3         |           |                     |       |     |       |        |       |
|  | А4           | Франція      | 0            |   |        |           |           |                     |       |     |       |        |       |
|  | А4           | Франція      | 0            |   | QF3    | Росія     | 3         |                     |       |     |       |        |       |
|  |              |              |              |   | QF3    | Росія     | 3         | Матч за третє місце |       |     |       |        |       |
|  |              | QF4          | Швеція       | 1 |        |           |           |                     |       |     |       |        |       |
|  | А2           | QF4          | Швеція       | 1 | Швеція | 3         |           | SF1                 | Чехія | 0   |       |        |       |
|  | А2           |              |              |   | Швеція | 3         |           | SF1                 | Чехія | 0   |       |        |       |
|  | В3           | Білорусь     | 2            |   |        |           |           |                     |       |     | SF2   | Швеція | 3     |

### Чвертьфінали
| 22 травня 2014 16:00 | США | 3 : 4 (1:1, 0:3, 2:0) | Чехія | «Чижівка-Арена», Мінськ Глядачів: 8234 |

| Протокол                                                                                   | Протокол                    | Протокол | Протокол        | Протокол                                |
| ------------------------------------------------------------------------------------------ | --------------------------- | --- | --------------- | --------------------------------------- |
|                                                                                            | Тім Томас                   | Голкіпери                                                                                                   | Александр Салак | Арбітри: Мікаель Нурд Маркус Віннерборг |
| Нельсон (Мюллер, Джонс б) 06:54 Джонсон (Мюллер, Джонс) 58:50 Джонсон (Мюллер, Сміт) 59:03 | 1:0 1:1 1:2 1:3 1:4 2:4 3:4 | 09:25 Ролінек 26:51 Гертл (Новотний б) 28:06 Червенка (Заморський, Коларж б) 36:19 Немець (Новотний, Ягр б) |                 | Арбітри: Мікаель Нурд Маркус Віннерборг |
| 41 хв.                                                                                     | Вилучення                   | 14 хв. |                 | Арбітри: Мікаель Нурд Маркус Віннерборг |
| 34                                                                                         | Кидки                       | 33 |                 | Арбітри: Мікаель Нурд Маркус Віннерборг |

| 22 травня 2014 17:00 | Росія | 3 : 0 (1:0, 1:0, 1:0) | Франція | «Мінськ-Арена», Мінськ Глядачів: 14011 |

| Протокол                                                                                     | Протокол           | Протокол  | Протокол      | Протокол                                     |
| -------------------------------------------------------------------------------------------- | ------------------ | --------- | ------------- | -------------------------------------------- |
|                                                                                              | Сергій Бобровський | Голкіпери | Крістобаль Юе | Арбітри: Антонін Єрабек (Єржабек) Кейт Кавал |
| Анісімов (Яковлєв) 04:21 Малкін (Кульомін, Тихонов б) 20:52 Кутузов (Кульомін, Малкін) 47:36 | 1:0 2:0 3:0        |           |               | Арбітри: Антонін Єрабек (Єржабек) Кейт Кавал |
| 12 хв.                                                                                       | Вилучення          | 18 хв.    |               | Арбітри: Антонін Єрабек (Єржабек) Кейт Кавал |
| 28                                                                                           | Кидки              | 16        |               | Арбітри: Антонін Єрабек (Єржабек) Кейт Кавал |

| 22 травня 2014 20:00 | Канада | 2 : 3 (0:1, 2:0, 0:2) | Фінляндія | «Чижівка-Арена», Мінськ Глядачів: 8671 |

| Протокол                         | Протокол            | Протокол                                                                                        | Протокол    | Протокол                                 |
| -------------------------------- | ------------------- | ----------------------------------------------------------------------------------------------- | ----------- | ---------------------------------------- |
|                                  | Бен Скрівенс        | Голкіпери                                                                                       | Пекка Рінне | Арбітри: Ларс Брюггеман Костянтин Оленін |
| Турріс (Рід) 25:41 Шейфеле 32:08 | 0:1 1:1 2:1 2:2 2:3 | 06:14 Палола (Хієтанен, Лехтеря б) 40:28 Хієтанен (Лехтеря, Контіола) 56:52 Пакарінен (Лехтеря) |             | Арбітри: Ларс Брюггеман Костянтин Оленін |
| 6 хв.                            | Вилучення           | 12 хв.                                                                                          |             | Арбітри: Ларс Брюггеман Костянтин Оленін |
| 38                               | Кидки               | 26                                                                                              |             | Арбітри: Ларс Брюггеман Костянтин Оленін |

| 22 травня 2014 21:00 | Швеція | 3 : 2 (1:0, 1:2, 1:0) | Білорусь | «Мінськ-Арена», Мінськ Глядачів: 14598 |

| Протокол                                                                                   | Протокол            | Протокол                                             | Протокол     | Протокол                                    |
| ------------------------------------------------------------------------------------------ | ------------------- | ---------------------------------------------------- | ------------ | ------------------------------------------- |
|                                                                                            | Андерс Нільссон     | Голкіпери                                            | Кевін Лаланд | Арбітри: В'ячеслав Буланов Юрі Петтері Ронн |
| Даніельссон (Екгольм, Класен б) 13:41 Дж. Ерікссон (Нігрен, Баклунд б) 37:27 Екгольм 53:38 | 1:0 1:1 1:2 2:2 3:2 | 25:39 Платт (Калюжний, Стась) 34:14 Єфименко (Платт) |              | Арбітри: В'ячеслав Буланов Юрі Петтері Ронн |
| 6 хв.                                                                                      | Вилучення           | 8 хв.                                                |              | Арбітри: В'ячеслав Буланов Юрі Петтері Ронн |
| 25                                                                                         | Кидки               | 23                                                   |              | Арбітри: В'ячеслав Буланов Юрі Петтері Ронн |

### Півфінали
| 24 травня 2014 14:45 | Чехія | 0 : 3 (0:1, 0:1, 0:1) | Фінляндія | «Мінськ-Арена», Мінськ Глядачів: 14378 |

| Протокол | Протокол        | Протокол | Протокол    | Протокол                                  |
| -------- | --------------- | --- | ----------- | ----------------------------------------- |
|          | Александр Салак | Голкіпери | Пекка Рінне | Арбітри: Ларс Брюггеман В'ячеслав Буланов |
|          | 0:1 0:2 0:3     | 08:57 Лехтеря (Хієтанен, Мянтюля) 31:02 Іммонен (Контіола, Каралахті б) 59:49 Лехтеря (Комаров, Іммонен п.в.) |             | Арбітри: Ларс Брюггеман В'ячеслав Буланов |
| 10 хв.   | Вилучення       | 6 хв. |             | Арбітри: Ларс Брюггеман В'ячеслав Буланов |
| 20       | Кидки           | 26 |             | Арбітри: Ларс Брюггеман В'ячеслав Буланов |

| 24 травня 2014 18:45 | Росія | 3 : 1 (2:1, 1:0, 0:0) | Швеція | «Мінськ-Арена», Мінськ Глядачів: 14521 |

| Протокол                                                                                             | Протокол           | Протокол                          | Протокол        | Протокол                             |
| --- | ------------------ | --------------------------------- | --------------- | ------------------------------------ |
| | Сергій Бобровський | Голкіпери                         | Андерс Нільссон | Арбітри: Кейт Кавал Владімір Шиндлер |
| Плотников (Медведєв, Шипачов) 13:25 Широков (Заріпов, Медведєв) 18:00 Бєлов (Заріпов, Овечкін) 31:02 | 0:1 1:1 2:1 3:1    | 00:19 Меллер (Ліндстрем, Баклунд) |                 | Арбітри: Кейт Кавал Владімір Шиндлер |
| 10 хв.                                                                                               | Вилучення          | 37 хв.                            |                 | Арбітри: Кейт Кавал Владімір Шиндлер |
| 34                                                                                                   | Кидки              | 23                                |                 | Арбітри: Кейт Кавал Владімір Шиндлер |

### Матч за 3-є місце
Час початку матчу місцевий (UTC+3)
| 25 травня 2014 16:30 | Швеція | 3 : 0 (2:0, 0:0, 1:0) | Чехія | «Мінськ-Арена», Мінськ Глядачів: 14001 |

| Протокол | Протокол        | Протокол  | Протокол        | Протокол                                    |
| --- | --------------- | --------- | --------------- | ------------------------------------------- |
| | Андерс Нільссон | Голкіпери | Александр Салак | Арбітри: В'ячеслав Буланов Юрі Петтері Ронн |
| Ліндстрем (Андерсен, Меллер) 04:28 Гьялмарссон (Екгольм, Даніельссон) 15:44 Баклунд (Густафссон, Ліндстрем) 48:22 | 1:0 2:0 3:0     |           |                 | Арбітри: В'ячеслав Буланов Юрі Петтері Ронн |
| 14 хв. | Вилучення       | 10 хв.    |                 | Арбітри: В'ячеслав Буланов Юрі Петтері Ронн |
| 24 | Кидки           | 29        |                 | Арбітри: В'ячеслав Буланов Юрі Петтері Ронн |

### Фінал
Час початку матчу місцевий (UTC+3)
| 25 травня 2014 21:00 | Росія | 5 : 2 (1:1, 2:1, 2:0) | Фінляндія | Мінськ-Арена, Мінськ Глядачів: 15112 |

| Протокол | Протокол                    | Протокол                                                   | Протокол    | Протокол                           |
| --- | --------------------------- | ---------------------------------------------------------- | ----------- | ---------------------------------- |
| | Сергій Бобровський          | Голкіпери                                                  | Пекка Рінне | Арбітри: Ларс Брюггеман Кейт Кавал |
| Широков (Заріпов) 10:45 Овечкін (Шипачов) 27:34 Малкін (Заріпов) 35:36 Заріпов (Широков) 44:24 Тихонов (Кутузов, Кульомін) 55:53 | 1:0 1:1 1:2 2:2 3:2 4:2 5:2 | 19:57 Пакарінен (Лехтеря) 26:51 Палола (Йормакка, Лехтеря) |             | Арбітри: Ларс Брюггеман Кейт Кавал |
| 12 хв. | Вилучення                   | 28 хв.                                                     |             | Арбітри: Ларс Брюггеман Кейт Кавал |
| 39 | Кидки                       | 26                                                         |             | Арбітри: Ларс Брюггеман Кейт Кавал |

## Статистика

### Підсумкова таблиця
Підсумкова таблиця турніру:
|    | Росія      |
|    | Фінляндія  |
|    | Швеція     |
| 4  | Чехія      |
| 5  | Канада     |
| 6  | США        |
| 7  | Білорусь   |
| 8  | Франція    |
| 9  | Словаччина |
| 10 | Швейцарія  |
| 11 | Латвія     |
| 12 | Норвегія   |
| 13 | Данія      |
| 14 | Німеччина  |
| 15 | Італія     |
| 16 | Казахстан  |

### Бомбардири
Список 5 найкращих гравців, сортованих за очками. Список розширений, оскільки деякі гравці набрали рівну кількість очок.
І = проведено ігор; Г = голи; П = передачі; Очк. = очки; +/− = плюс/мінус; Ш = штрафні хвилини;
| Гравець          | І  | Г | П  | Очк. | +/- | Ш  |
| ---------------- | -- | - | -- | ---- | --- | -- |
| Віктор Тихонов   | 10 | 8 | 8  | 16   | +10 | 10 |
| Даніс Заріпов    | 10 | 3 | 10 | 13   | +7  | 6  |
| Сергій Плотников | 10 | 6 | 6  | 12   | +7  | 12 |
| Йорі Лехтеря     | 10 | 3 | 9  | 12   | +4  | 10 |
| Антуан Руссель   | 8  | 6 | 5  | 11   | +6  | 16 |

Джерело: IIHF.com [Архівовано 25 травня 2014 у Wayback Machine.]

### Найкращі воротарі
Список п'яти найращих воротарів, сортованих за відсотком відбитих кидків. У список включені лише ті гравці, які провели щонайменш 40 % хвилин.
| Гравець            | ЧНЛ    | К   | ГП | СП   | %ВК   | ША |
| ------------------ | ------ | --- | -- | ---- | ----- | -- |
| Сергій Бобровський | 480:00 | 181 | 9  | 1.13 | 95.03 | 2  |
| Стеффен Себерг     | 175:45 | 116 | 6  | 2.05 | 94.83 | 0  |
| Кевін Лаланд       | 240:37 | 80  | 5  | 1.25 | 93.75 | 0  |
| Андерс Нільссон    | 545:11 | 224 | 14 | 1.54 | 93.75 | 0  |
| Бен Скрівенс       | 241:07 | 112 | 7  | 1.74 | 93.75 | 0  |

Джерело: IIHF.com [Архівовано 26 травня 2014 у Wayback Machine.]

## Нагороди
Найкращі гравці, обрані дирекцією ІІХФ
- Найкращий воротар:  Сергій Бобровський
- Найкращий захисник:  Сет Джонс
- Найкращий нападник:  Віктор Тихонов

Команда усіх зірок, обрана ЗМІ
- Воротар:  Пекка Рінне
- Захисники:  Сет Джонс  —  Антон Бєлов
- Нападники:  Сергій Плотников  —  Віктор Тихонов  —  Антуан Руссель
- Найцінніший гравець:  Пекка Рінне

Найкращі гравці кожної з команд
Найкращі гравці кожної з команд, обрані тренерами.
| Команда    | Гравці                                               |
| ---------- | ---------------------------------------------------- |
| Білорусь   | Сергій Костіцин Михайло Грабовський Олексій Калюжний |
| Данія      | Патрік Бйоркстранд Еміль Крістенсен Яннік Хансен     |
| Казахстан  | Максим Семенов Роман Старченко Андрій Гаврилін       |
| Італія     | Деніел Белліссімо Дієго Костнер Даніель Салліван     |
| Канада     | Кевін Бієкса Джоел Ворд Коді Годжсон                 |
| Латвія     | Артурс Кулда Мікеліс Редліхс Каспарс Даугавіньш      |
| Німеччина  | Томас Оппенгеймер Кай Госпельт Франк Гордлер         |
| Норвегія   | Йонас Голес Мортен Аск Кен Андре Олімб               |
| Словаччина | Ян Лацо Марек Дялога Міхел Міклик                    |
| США        | Сет Джонс Тайлер Джонсон Крейг Сміт                  |
| Росія      | Сергій Бобровський Євген Малкін Олександр Овечкін    |
| Фінляндія  | Пекка Рінне Атте Охтамаа Йорі Лехтеря                |
| Франція    | Антуан Руссель Стефан Да Коста П'єр-Едуар Бельмар    |
| Чехія      | Александр Салак Владімір Соботка Яромір Ягр          |
| Швейцарія  | Роман Йосі Дам'єн Бруннер Рето Берра                 |
| Швеція     | Андерс Нільссон Маттіас Екгольм Йоакім Ліндстрем     |